# Étinehem-Méricourt
Étinehem-Méricourt é uma comuna francesa na região administrativa de Altos da França, no departamento de Somme. Estende-se por uma área de 18.22 km². Em 2010 a comuna tinha 603 habitantes (densidade: 33,1 hab./km²).
Foi criada em 1 de janeiro de 2017, a partir da fusão das antigas comunas de Étinehem (sede da comuna) e Méricourt-sur-Somme.